# 5811 Keck
5811 Keck eller 1988 KC är en asteroid i huvudbältet som upptäcktes 19 maj 1988 av den amerikanske astronomen Eleanor F. Helin vid Palomar-observatoriet. Den är uppkallad efter Howard B. Keck.
Asteroiden har en diameter på ungefär 7 kilometer.